# Tom Trybull
Tom Trybull [tɔm trʏˈbʊl] (* 9. März 1993 in Berlin) ist ein deutscher Fußballspieler, der sowohl in der Innenverteidigung als auch im defensiven Mittelfeld eingesetzt werden kann. Der neunfache Jugendnationalspieler des DFB absolvierte seine ersten Spiele im Profifußball für Hansa Rostock in der 3. Liga, bevor er ab 2011 für den SV Werder Bremen in der Bundesliga und ab 2014 für den FC St. Pauli in der 2. Bundesliga spielte. Bis zum Beginn der Saison 2021/22 stand er bei Norwich City unter Vertrag. Seit September 2023 spielt er für Odense BK.

## Karriere

### Jugend in Berlin und Rostock
Als gebürtiger Berliner durchlief Trybull die Jugendabteilungen der Vereine FC Berlin, SV Lichtenberg 47 und 1. FC Union Berlin in seiner Heimatstadt. Anfang 2008 spielte Trybull, obwohl er als 15-Jähriger noch für die U15 spielberechtigt war, bereits für Union in der U17-Regionalliga, bevor er zum Sommer 2008 zu Hansa Rostock wechselte.
Für Rostock spielte Trybull zunächst auch altersgemäß in der B-Junioren-Bundesliga, in deren Spielzeit 2008/09 er mit 25 Einsätzen zu Hansas Stammkräften zählte. In der Folgespielzeit 2009/10 absolvierte Trybull daraufhin noch weitere 16 Einsätze in der U17-Bundesliga, womit er sich auch für die U17-Nationalmannschaft des DFB empfahl und für diese im November 2009 zwei Einsätze bestritt. Bereits zur Winterpause trainierte Trybull aber schon unter Michael Hartmann mit Rostocks U19, für die er ab Frühjahr 2010 auch in der A-Junioren-Bundesliga auflief. So kam Trybull während der Spielzeit 2009/10 zu zwölf Einsätzen für Rostocks A-Jugend, die zum Ende der Saison den ersten Platz ihrer Bundesliga-Staffel belegte und sich somit für die Endrunde um die Deutsche Jugendmeisterschaft qualifizierte. In dieser bestritt Trybull daraufhin sowohl die Halbfinals gegen Mainz als auch das Finale gegen Leverkusen, welches Hansa durch einen 1:0-Sieg den ersten nationalen Jugendtitel seit der Wiedervereinigung einbrachte.

### Anfänge bei Hansa Rostock
Im Sommer 2010 rückte Trybull auch altergemäß in die nun von Roland Kroos trainierte U19 Rostocks auf. Als in der Profimannschaft des Vereins, die 2010/11 als Zweitliga-Absteiger in der 3. Liga spielte, mit Matthias Holst und Stephan Gusche die etatmäßige Innenverteidigung verletzungsbedingt ausfiel, wurde Trybull jedoch zusammen mit dem 18-jährigen Pelle Jensen von Trainer Peter Vollmann in den Kader der Profis berufen. Am 23. Oktober 2010 bestritt der zu diesem Zeitpunkt 17-jährige Trybull daraufhin sein Debüt im Profifußball, als er in der Schlussphase des Spiels gegen Dresden eingewechselt wurde. Im folgenden Dezember 2010 brach Trybull seine schulische Laufbahn am Fachgymnasium in Rostock-Evershagen in der elften Jahrgangsstufe ab, um sich künftig auf den Fußball zu konzentrieren.
Zu Jahresbeginn 2011 spielte sich Trybull mit weiteren Einsätzen für Hansa in der 3. Liga erneut in den Fokus des DFB, so dass er am 24. März 2011 erstmals für die U18-Nationalmannschaft auflief. Im Verein wurde er vereinzelt aber weiterhin auch in der U19 des Vereins eingesetzt, die in der U19-Bundesliga 2010/11 unter Trainer Roland Kroos nicht an den Erfolg des Vorjahres anknüpfen konnte, dafür aber das Finale des DFB-Junioren-Vereinspokal 2010/11 gegen Freiburg erreichte. Dieses verlor Rostock allerdings ohne Mitwirkung des Rot-gesperrten Trybull. Mit Rostocks Profiteam hingegen konnte Trybull in dieser Spielzeit einen Pokaltitel gewinnen: Obwohl er im Finale des Mecklenburg-Vorpommern-Pokals gegen Wismar ebenfalls nicht eingesetzt wurde, hatte er durch seine Mitwirkung im Halbfinalspiel gegen die TSG Neustrelitz auch Anteil am Pokalsieg der Hanseaten gehabt. Im Ligabetrieb hatte Trybull zum Saisonende zudem insgesamt 18 Einsätze bestritten, mit denen er zum sofortigen Wiederaufstieg Rostocks in die 2. Bundesliga beitrug.

### Bundesliga mit Werder Bremen
Obwohl Trybull zunächst noch bis 2012 mit anschließender Option zur Verlängerung an den FC Hansa gebunden war, wechselte er in der Sommerpause 2011 zum Erstligisten SV Werder Bremen, bei dem er einen Vertrag bis Sommer 2014 unterschrieb. Dabei vereinbarten die Vereine zwar Stillschweigen über die Modalitäten dieses Wechsels, doch wechselte gleichzeitig der Bremer Spieler Timo Perthel nach Rostock. Nach Felix Kroos war Trybull damit der zweite Jugendnationalspieler binnen eines Jahres, der von Hansa zu Werder wechselte.
In Bremen spielte Trybull zunächst für die von Thomas Wolter trainierte Reservemannschaft in der 3. Liga, für die er im Laufe der Hinrunde 2011/12 insgesamt 18 Partien absolvierte. Zudem war er im Sommer in die deutsche U19-Nationalmannschaft aufgerückt, für die er im November 2011 zwei Spiele gegen die ägyptische U19-Auswahl bestritt. Gleichzeitig gehörte Trybull aber auch zum Bundesligakader Bremens unter Thomas Schaaf, so dass er sich auch für Einsätze in der Erstliga-Saison 2011/12 empfehlen konnte. Am 21. Januar 2012 debütierte der Defensivspieler schließlich im Auswärtsspiel gegen den 1. FC Kaiserslautern in der Startelf und konnte während seines vierten Bundesligaeinsatzes am 18. Februar 2012 gegen den Hamburger SV auch sein erstes Tor im Herrenbereich erzielen. Für die Reservemannschaft, die im weiteren Saisonverlauf gegen den letztlich nicht mehr abzuwendenden Abstieg in die Regionalliga spielte, lief Trybull daraufhin nicht mehr auf, sondern etablierte sich stattdessen als Stammkraft in Bremens Profimannschaft. So kam er bis zum Sommer zu insgesamt 15 Bundesliga-Einsätzen und erreichte mit Bremen den neunten Platz in der Abschlusstabelle.
Zur Folgesaison 2012/13 verlor Trybull auch durch Verletzungen bedingt seinen Platz im Bremer Profiteam, so dass er zu lediglich vier Einsätzen für die Mannschaft kam, die sich zum Saisonende im unteren Drittel der Tabelle wiederfand. Hinzu kamen sechs Einsätze für Bremens Reservemannschaft in der Regionalliga-Saison 2011/12, während derer die Mannschaft den angestrebten Wiederaufstieg in die 3. Liga verfehlte. Für die U20-Nationalmannschaft lief Trybull in diesem Zeitraum jedoch noch 4-fach auf.
2013/14 kam Trybull während der Hinrunde zu lediglich zwei Kurzeinsätzen für die mittlerweile durch Robin Dutt betreute Bundesligamannschaft, weshalb er zur Winterpause einen Vereinswechsel anstrebte. Eine ihm angebotene Verlängerung seines zum Saisonende auslaufenden Vertrags bei Werder mit anschließender Leihe zu einem anderen Verein lehnte Trybull allerdings ab.

### Trybull beim FC St. Pauli und bei Greuther Fürth
Zu Jahresbeginn 2014 wechselte Trybull daraufhin in die 2. Bundesliga zum FC St. Pauli, bei dem er einen zunächst bis 2017 befristeten Vertrag unterzeichnete. In Hamburg konnte er sich jedoch nicht dauerhaft durchsetzen und lief daher sowohl für die zweite Mannschaft (17 Einsätze) in der Regionalliga, als auch für die erste Mannschaft auf, für die er 15 Einsätze bestritt.
Zur Saison 2015/16 wechselte er zur SpVgg Greuther Fürth, wo er für drei Jahre unterschrieb.

### Wechsel ins Ausland und Rückkehr nach Deutschland
Zur Saison 2016/17 wechselte Trybull zu ADO Den Haag in die niederländische Eredivisie und unterschrieb dort einen Einjahresvertrag. Seit August 2017 spielte er bei Norwich City und schaffte 2019 mit den Canaries den Aufstieg in die Premier League. In der Saison 2020/21 war er an Blackburn Rovers ausgeliehen. Im August 2021 löste er seinen noch bis 2022 laufenden Vertrag im gegenseitigen Einvernehmen auf und unterschrieb einen Einjahresvertrag bei Hannover 96. Nach nur fünf Monaten wechselte er im Januar 2022 zum Ligakonkurrenten SV Sandhausen. Dort wurde Trybull am 3. Januar 2023 mit sofortiger Wirkung freigestellt. Nach der Auflösung des Vertrages mit Sandhausen verpflichtete ihn der englische Zweitligist FC Blackpool bis 2024. Dort wurde sein Vertrag am 31. August 2023 im gegenseitigen Einvernehmen aufgelöst. Nach kurzer Zeit der Vereinslosigkeit unterzeichnete Trybull im September 2023 einen Vertrag bei Odense BK.